# Edward Woodward
Edward Albert Arthur Woodward, oficer Orderu Imperium Brytyjskiego (OBE) (ur. 1 czerwca 1930 w Croydon, zm. 16 listopada 2009 w Truro) – angielski aktor i piosenkarz.
Odtwórca roli byłego tajnego agenta i prywatnego detektywa Roberta McCalla w serialu kryminalnym CBS McCall (The Equalizer, 1985–1989), za którą w 1987 został uhonorowany nagrodą Złotego Globu dla najlepszego aktora w serialu dramatycznym. 

## Życiorys
Urodził się w Croydon, dzielnicy Londynu, w hrabstwie Surrey jako syn Violet Edith Woodward (z domu Smith) i Edwarda Olivera Woodwarda, ślusarza. Uczęszczał do Eccleston Road, Sydenham Road, Kingston Day Commercial School w Hinchley Wood i Elmwood High School w Wallington, gdzie rozwinął swoje zainteresowania teatrem, a następnie w wieku 14 lat rozpoczął naukę w Kingston College z zamiarem kariery dziennikarskiej. Potem pracował jako stenograf w zawodzie inżyniera sanitarnego, a mając 16 lat rozpoczął naukę w Royal Academy of Dramatic Art (RADA).
W 1946 zadebiutował na scenie w Castle Theatre w Farnham w przedstawieniu Pocałunek dla Kopciuszka. Po ukończeniu RADA intensywnie pracował w artystycznych zespołach repertuarowych jako aktor szekspirowski w całej Anglii i Szkocji, debiutując na West Endzie w roli Ralpha Stokesa w spektaklu Gdzie jest wola (Where There’s a Will, 1954). Jako Tim w wodewilu Pomyślne lata (Salad Days, 1955) gościł na londyńskiej scenie Vaudeville Theatre, a następnie w Olympia Theatre w Dublinie. W 1958 występował w sztukach szekspirowskich: Romeo i Julia jako Merkucjo, Hamlet w roli Laertesa, Perykles, książę Tyru jako Thaliard, władca Antiochii i Wiele hałasu o nic w roli Claudio. Grał także na Broadwayu w widowiskach: Grzechotka prostego człowieka (1963) jako Percy, komedii muzycznej High Spirits (1964–1965) w reżyserii Noëla Cowarda jako Charles Condomine i komedii Najlepsze ułożone plany (1966) jako Jason Beckman. W 1970 wystąpił w Royal National Theatre w tytułowej roli długonosego Cyrano de Bergeraca w komedii Edmonda Rostanda Cyrano de Bergerac. W 1982 powrócił na scenę w tragedii szekspirowskiej Ryszard III.
Zadebiutował na ekranie w roli Ralpha Stokesa w komedii Gdzie jest wola (Where There’s a Will, 1955) u boku Lesliego Dwyera. Od 8 lipca 1967 do 24 maja 1972 grał postać Davida Callana, agenta tajnych służb państwowych, zajmującego się zagrożeniami bezpieczeństwa wewnętrznego Wielkiej Brytanii w serialu ITV Callan, za którą w 1970 zdobył nagrodę BAFTA TV dla najlepszego aktora. W kultowym brytyjskim horrorze Kult (The Wicker Man, 1973), adaptacji powieści Anthony’ego Shaffera, zagrał rolę policyjnego sierżanta Neila Howiego. 
Za główną rolę porucznika Harry’ego „Breakera” Moranta w australijskim dramacie wojennym Bruce’a Beresforda Sprawa Moranta (Breaker Morant, 1980) był nominowany do nagrody Australian Film Institute. W przygodowym filmie fantasy CBS Król Artur (Arthur the King/Merlin and the Sword, 1985) w reż. Clive’a Donnera z Malcolmem McDowellem, Rupertem Everettem, Candice Bergen, Dyan Cannon i Liamem Neesonem wcielił się w postać Merlina. Od 18 września 1985 do 24 sierpnia 1989 grał brytyjskiego agenta Roberta McCalla w serialu McCall (The Equalizer), za którą był pięciokrotnie nominowany do nagrody Emmy dla wybitnego głównego aktora w serialu dramatycznym (1986–1990) i dwukrotnie do nagrody Złotego Globu dla najlepszego aktora w serialu dramatycznym (1987, 1988). Za gościnny występ w roli Drummonda w dwóch odcinkach serialu kryminalnym USA Network Nowa seria Alfred Hitchcock przedstawia (Alfred Hitchcock Presents, 1988) – pt. „Ścigany” („Hunted”) zdobył nominację do nagrody Emmy. W telewizyjnej adaptacji powieści kryminalnej Agathy Christie Mężczyzna w brązowym garniturze (The Man in the Brown Suit, 1989) z Rue McClanahan i Stephanie Zimbalist pojawił się jako Sir Eustace Pedler. W familijnym filmie animowanym wideo Aladyn (Aladdin, 1992) użyczył głosu sułtanowi.
30 lipca 1952 zawarł związek małżeński z Venetią Mary Collett, z którą miał dwóch synów – Timothy’ego Olivera „Tima” (ur. 24 kwietnia 1953, zm. 9 listopada 2023 na raka) i Petera (ur. 24 stycznia 1956) oraz córkę Sarah (ur. 3 kwietnia 1963). 1 grudnia 1986 doszło do rozwodu. 17 stycznia 1987 ożenił się z Michele Dotrice. Mieli córkę Emily (ur. 1983).
Zmarł 16 listopada 2009 w Truro w hrabstwie Kornwalia na zapalenie płuc w wieku 79 lat.

## Filmografia

### Filmy
- 1964: Becket jako Clement
- 1972: Młody Winston (Young Winston) jako kapitan Aylmer Haldane
- 1973: Kult (The Wicker Man) jako sierżant Neil Howie
- 1980: Sprawa Moranta (Breaker Morant) jako porucznik Harry „Breaker” Morant
- 1985: Król Dawid (King David) jako Saul (król Izraela)
- 1987: Chata wuja Toma (Uncle Tom’s Cabin, TV) jako Simon Legree
- 1990: Pan Johnson (Mister Johnson, TV) jako Sargy Gollup
- 2007: Hot Fuzz – Ostre psy (Hot Fuzz) jako Tom Weaver

### Seriale
- 1967: Święty (The Saint) – sezon 5, odc. 15 pt. „Uparci patrioci” („The Persistent Patriots”) jako Jack Liskard
- 1985–1989: McCall (The Equalizer) jako Robert McCall
- 1988: Nowa seria Alfred Hitchcock przedstawia (Alfred Hitchcock Presents) – sezon 3, odc. 20–21 pt. „Polowanie” („Hunted”) jako Drummond
- 2001: Nikita (La Femme Nikita) jako Pan Jones
- 2001: Samotni strzelcy (The Lone Gunmen) jako syntezator mowy orzeszków ziemnych (głos)
- 2009: EastEnders jako Tommy Clifford